# Сенкевич Юрій Олександрович
Ю́рій Олекса́ндрович Сенке́вич (4 березня 1937, Баян-Тумен — 25 вересня 2003, Москва) — російський вчений-медик і телеведучий. Кандидат медичних наук, полковник медичної служби, лауреат Державної премії СРСР, академік Російської телевізійної академії, президент Асоціації мандрівників Росії, ведучий найстарішої телепередачі радянського і російського телебачення «Клуб мандрівників».

## Біографія
Народився в місті Баян-Тумен в Монголії (нині Чойбалсан).

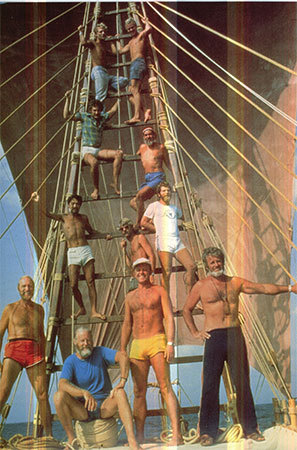
Експедиція на судні Тигріс (Юрій Сенкевич у жовтих шортах)

У 1954 закінчив середню школу № 107 в Ленінграді.
1960 — закінчив Військово-медичну академію ім. С. М. Кірова в Ленінграді і отримав направлення на роботу начальником медичного пункту військової частини 93762 міста Бологоє-4 (нині ЗАТЕ Озерний) Калінінської (Тверській) області.
1962 — переведений до Москви в Інститут авіаційної та космічної медицини Міністерства оборони СРСР.
1963 — відряджений в Інститут медико-біологічних проблем Міністерства охорони здоров'я СРСР, в якому Юрій Олександрович пройшов шлях від молодшого наукового співробітника до начальника Навчально-тренувального спеціалізованого центру медико-біологічної підготовки космонавтів, беручи участь у підготовці та медичному забезпеченні пілотованих космічних польотів і польотів біосупутників (з тваринами на борту). Як лікар-дослідник проходив підготовку для участі в космічному польоті.
1966—1967 — бере участь в 12-й радянській антарктичній експедиції на станцію «Схід». Одним із головних напрямків наукових досліджень Юрія Олександровича стає вивчення поведінки людини в екстремальних умовах. Матеріали, зібрані в цій експедиції, лягли в основу кандидатської дисертації.
1969 — на запрошення відомого норвезького мандрівника-дослідника Тура Хейєрдала здійснює подорож на вітрильному човні «Ра» (1969), а потім на «Ра-2» (1970). Пізніше, в 1977—1978, була експедиція в Індійському океані на «Тигрисі». Обидві експедиції стали вагомими науковими подіями.
1973—1982 — завідувач відділу науково-медичної та технічної інформації в Інституті медико-біологічних проблем.
1973 — Сенкевич запрошений на Центральне телебачення як ведучий передач «Клуб кіноподорожей», згодом передача була занесена в книгу рекордів Гіннесса.
1979 — бере активну участь у медичному забезпеченні експедиції до Північного полюса.
1980—1982 — активно бере участь у першої радянської експедиції на Еверест.
Результатом досліджень в галузі космічної фізіології та психології, вивчення людини в екстремальних умовах стали понад 60 наукових робіт.
1991 — знявся в ролі ведучого «клубу мандрівників» у фільмі «Люми».
1997 — обраний академіком Російської телевізійної академії, передача «Клуб мандрівників» нагороджена найвищою нагородою Російського телебачення «ТЕФІ».
Був президентом Асоціації мандрівників Росії, член Спілки журналістів Росії, співголовою Фонду міжнародної гуманітарної допомоги і співпраці.
Помер на робочому місці, незадовго до смерті переніс інфаркт (після одержання звістки про смерть Тура Хейєрдала).

## Сім'я
- Батько Олександр Осипович Сенкевич (11.08.1905 — 27.07.1975), учасник Другої світової війни, заступник начальника Військово-медичної академії ім. С. М. Кірова.
- Мати Ганна Купріянівна Сенкевич (Мачульська) (02.02.1903 — 03.05.2000), операційна сестра цієї ж академії, працювала в Монголії як лікар і медсестра.
- Перша дружина — Сенкевич (Помчалова) Ірма Олександрівна, танцівниця ансамблю «Берізка».
- Дочка — Сенкевич Дар'я Юріївна (нар. 16.04.1962), лікар-кардіолог.
- Друга дружина — Сенкевич (Михайлова) Ксенія Миколаївна (нар. 22.04.1940), лінгвіст, старший консультант іноземної комісії Спілки театральних діячів СРСР, потім викладач англійської мови.
- Названий син — Микола Юрійович Сенкевич (нар. 17.06.1968), лікар за освітою, з 2003 по 2004 рр. — генеральний директор телекомпанії НТВ.
- Внучка — Дар'я Миколаївна Сенкевич.

## Твори
- На «Ра» через Атлантику
- В океані «Тигрис»
- Їх покликав горизонт (у співавторстві з А. В. Шуміловим: Сенкевич Ю. А., Шумілов А. В. Їх покликав горизонт. М: Думка, 1987.)
- Подорож довжиною в життя (мемуари).

## Фільмографія
- 1983 — «Вам телеграма...»
- 1983 — «Післямова» — ведучий телепередачі (немає в титрах)
- 1985 — «Золота рибка» — ведучий телепередачі «Клуб кіноподорожей»
- 1986 — «Вище Радуги» — Юрій Сенкевич веде свою телевізійну передачу, розповідаючи про Сирені
- 1987 — «Острів загиблих кораблів» — камео
- 1991 — «Люмі» — телеведучий

## Нагороди
- Орден «За заслуги перед Вітчизною» IV ступеня (6 травня 2000 року) — за заслуги перед державою, активну дослідницьку та просвітницьку діяльність
- Орден Дружби народів (1979)
- Орден «Знак Пошани» (1982)
- Офіцер ордена династії Аллауитов (Марокко)
- Орден «За заслуги» (Єгипет)
- Медалі
- Державна премія СРСР — за дослідження в Антарктиді
- Лауреат премії «Російський національний Олімп» (2002)

## Пам'ять
Похований на Новодівичому кладовищі. 30 жовтня 2007 на честь Юрія Сенкевича був названий новий літак А-319 авіакомпанії Аерофлот. У радянсько-російської панк-групи «Бригадний Підряд» Юрію Олександровичу присвячена пісня, яка так і називається «Сенкевич». Існує пісня «Юрій Сенкевич», написана поетом і музикантом В. П. Р. (Роман Семенов).
Судноплавна компанія «Совкомфлот» назвала на честь відомого радянського мандрівника і дослідника океанський танкер посиленого льодового класу загальною вантажопідйомністю (дедвейтом) 100 тис. тонн (у два рази більше «Титаніка») — «Юрій Сенкевич».
Розпорядженням Уряду Москви від 5 липня 2010 року № 1390-РП ім'я Ю. А. Сенкевича було присвоєно ГАОУ ВПО МГИИТ. Тепер інститут іменується: Державна автономна освітня установа вищої професійної освіти міста Москви «Московський державний інститут індустрії туризму імені Ю. А. Сенкевича».
У 2002 році в Омську був відкритий ресторан «Сенкевич». Одна з внутрішніх стін ресторану прикрашена картою, виготовленої зі слонової шкіри, на якій зображений маршрут експедиції на човні «Ра-2».
На честь Юрія Сенкевича в 2023 році був назван паразитичний кліщ Spinturnix senkevitchi, виявлений в Монголії на кажані Hypsugo alaschanicus (Chiroptera: Vespertilionidae) і описаний в 2023 році М. В. Орловою та Н. В. Анісімовим (колектор — В. С. Лебедів).

## Музей
4 березня 2009 р. на Селезневській вулиці, 11, будова 3, було відкрито кабінет-музей Юрія Сенкевича. У ньому зібрані не тільки його особисті речі та фотографії, але й експозиція з історії освоєння Арктики, Антарктики і Світового океану.